# Norbulingka

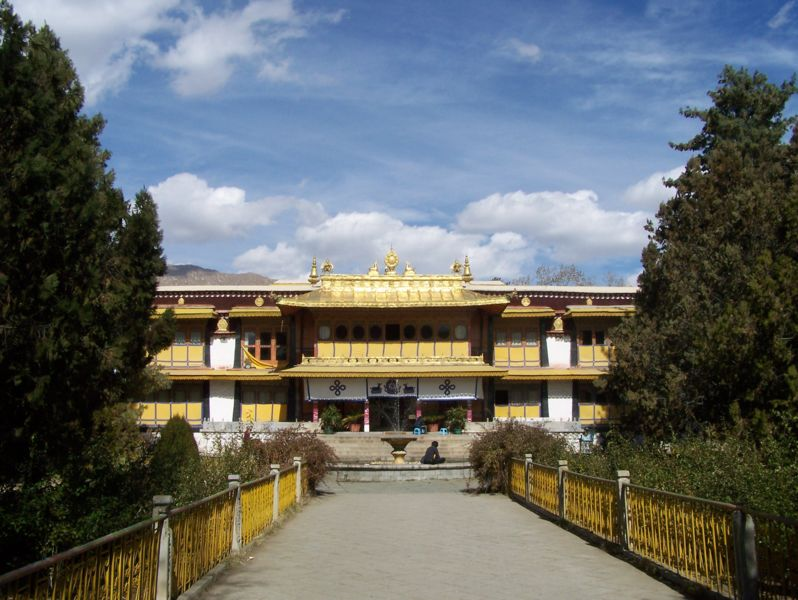
Fachada do Norbulingka.

O Norbulingka (em tibetano: ནོར་འུ་གླིང་ཀ་; em Wylie: Nor-bu-gling-ka), literalmente "O Parque com Jóias", é um palácio e o seu parque envolvente em Lassa, no Tibete. O palácio serviu como tradicional residência estival dos sucessivos Dalai Lamas desde a década de 1780 até à ocupação do país pela República Popular da China, no fim da década de 1950.  

## História

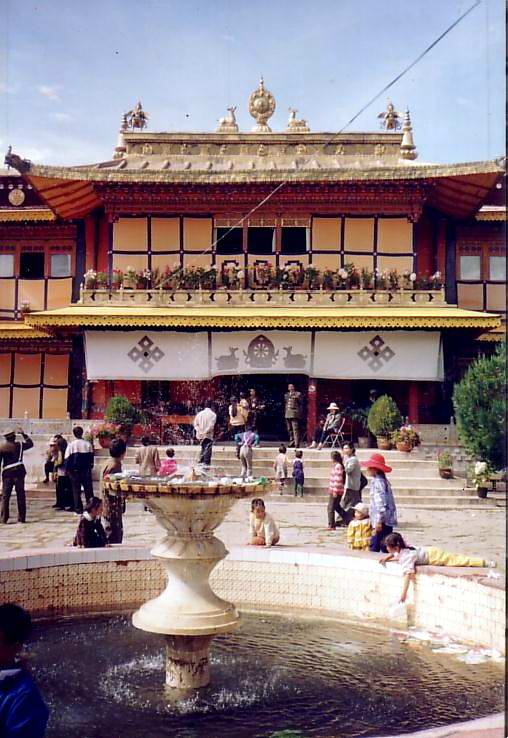
O Norbulingka em Agosto de 1993.

O parque foi construído por Kelsang Gyatso, o sétimo Dalai Lama, em 1755, e tornou-se na residência de verão durante o reinado de Jamphel Gyatso, o oitavo Dalai Lama. 
O primeiro edifício a surgir foi o Palácio Gesang Pozhang, construído por Kelsang Gyatso. O "Novo Palácio" foi iniciado em 1954 por ordem do actual Dalai Lama, tendo ficado concluído em 1956. Este contém capelas, jardins, fontes e tanques. Para oeste, o Kalsang Potang construído por Kelsang Gyatso é "um belo exemplo da arquitectura de Chapéu Amarelo. A sua sala do trono totalmente restaurada é algo de interesssante".
Os jardins são populares locais de picnic e providenciam um belo cenário para espectáculos teatrais, de dança e festivais, em particular o Sho Dun, ou "Festival do Iogurte", o qual se realiza no início de Agosto, com famílias a acampar nos terrenos durante vários dias, rodeadas por coloridos guarda-ventos provisórios feitos com tapetes e lenços e gozando o calor do Verão.
O palácio fica localizado três quilómetros a oeste do Palácio de Potala, o qual era o palácio de Inverno. Edifícios adicionais foram acrescentados ao parque durante a primeira metade do século XX. Em 2001, a UNESCO inscreveu o Norbulingka na sua Lista do Património Mundial como parte do Conjunto Histórico do Palácio de Potala em Lassa.

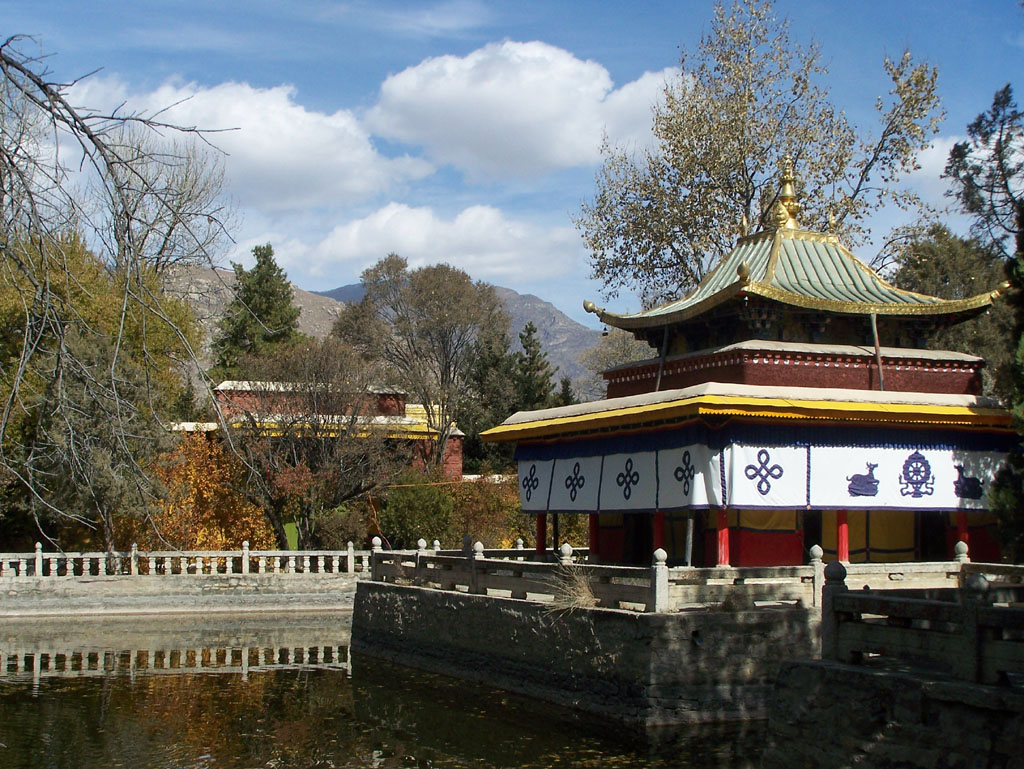
Pavilhão no parque do Norbulingka.

Também existe um zoo no Norbulingka, criado originalmente para guardar os animais que eram oferecidos ao Dalai Lama. Heinrich Harrer ajudou o 14º Dalai Lama a construir ali uma pequena sala de cinema na década de 1950.